# Aimone III di Challant
Aimone III di Challant (... – Aosta, 1277) (in francese, Aymon III de Challant) fu un nobile valdostano appartenente alla famiglia Challant..

## Biografia
Aimone III di Challant era figlio del visconte Bosone III di Challant e di sua moglie, Fiandrina di Biandrate, figlia di Gotofredo II di Biandrate, conte d'Ossola, nonché fratello di Gotofredo I e Bosone IV coi quali regnò come co-visconte dalla morte del padre nel 1239, data l'indivisibilità dell'eredità paterna.
Viene citato per la prima volta in un documento siglato coi fratelli il 19 dicembre 1242 quando Gotofredo, Aimone III e Bosone IV si recarono a rendere omaggio al conte di Savoia, ingaggiando con questi la guerra contro Ugo di Bard.
Alla morte di Gotofredo I nel 1265, Aimone III gli succedette come unico visconte d'Aosta in quanto suo unico fratello ancora rimasto in vita, non senza contestazioni da parte degli eredi di suo fratello Bosone IV, già morto da tempo, e degli eredi dello stesso Gotofredo I. Dal suo matrimonio con la nobile aostana Fina Lescours, Aimone III ebbe una sola figlia, Beatrice che sposò Guglielmo de Grossis du Châtelar, signore di La Salle e di Châtelar-de-la-Salle. In mancanza di un erede maschio, adottò il nipote Ebalo I, primogenito di Gotofredo I, il quale fu poi il suo successore.